# أذن بارزة

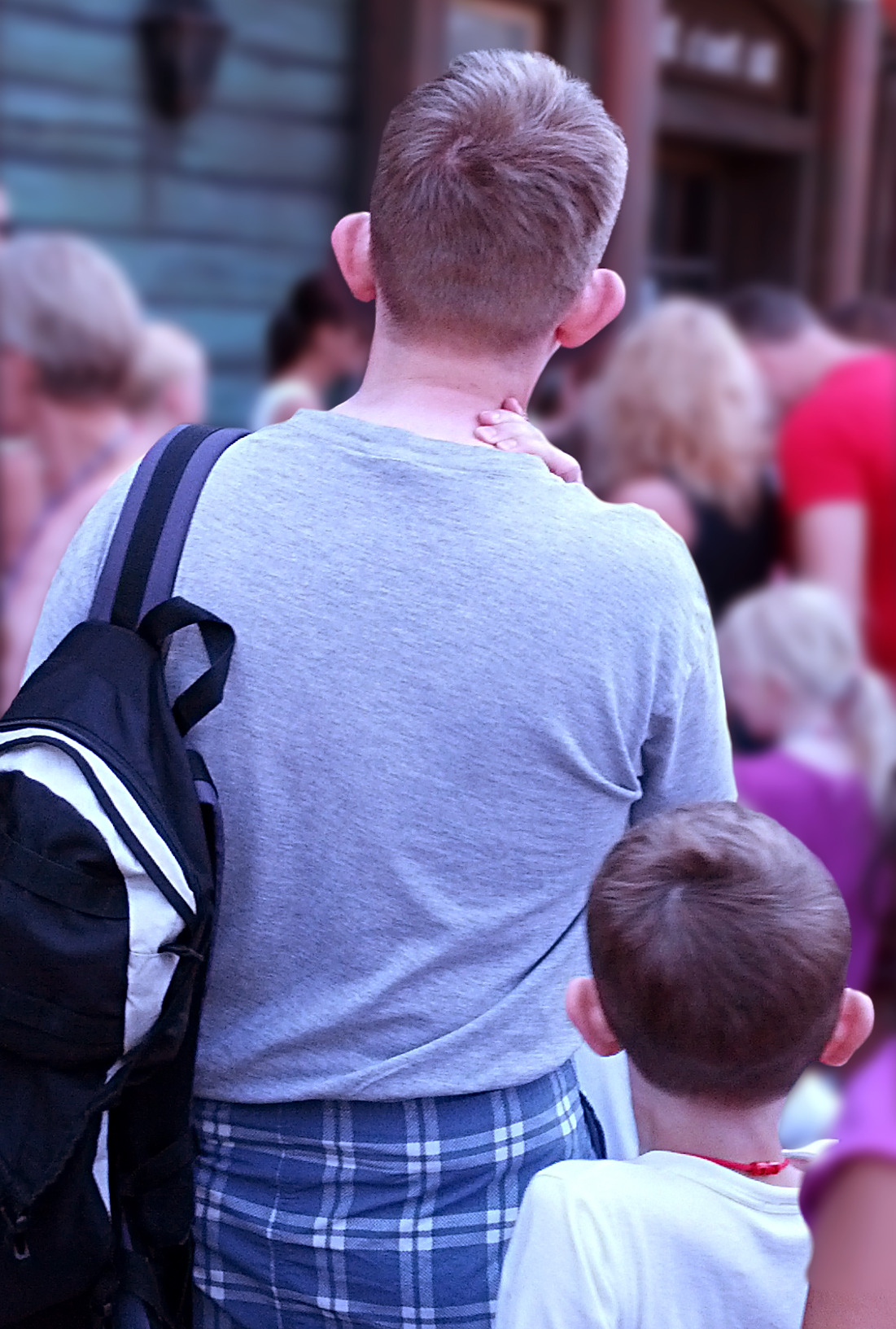
الأذن البارزة من الخلف

الأذن البارزة أو الأذن الخفاشية هي حالة يتم فيها تطوير الأذن بشكل كبير بحيث تكون بعيدة عن الجسم بشكل لافت. وهي حالة شائعة جداً وتؤثر على نسبة كبيرة من الناس في جميع أنحاء العالم.  تتسبب الأذن البارزة في العديد من المشاكل النفسية للأشخاص الذين يعانون منها، حيث يشعرون بالانزعاج والإحراج بسبب شكل أذنيهم. وقد يؤدي ذلك إلى انخفاض الثقة بالنفس وضعف الصورة الذاتية وعدم الرغبة في الاجتماع بالآخرين.

## الأسباب
تعتبر الأذن البارزة نتيجة لاختلاف في تشكيل الغضروف في الأذن، وتحديداً في الجزء الخلفي من الأذن المسمى "الحافة الأكبر". ويمكن أن تحدث الأذن البارزة بسبب عدة عوامل، منها:
1. الوراثة: قد تنتقل الأذن البارزة عبر الأجيال وتكون متواجدة في العائلة.
2. نمو الأذن: قد يكون هناك عدم تطابق في نمو الأذن مما يؤدي إلى تكوينها بشكل غير طبيعي.
3. عدم وجود الدهون اللازمة: في بعض الحالات، يمكن أن تحدث الأذن البارزة بسبب عدم وجود الدهون اللازمة في الأذن والتي تؤثر على شكل الأذن.

يمكن أن تتأثر الأذنان بشكل مختلف، وقد تحدث الأذن البارزة في أحد الأذنين أو في الاثنين. ومن المهم التأكد من السبب الدقيق للحالة قبل البدء في العلاج، حتى يتم اختيار الطريقة الأنسب لتصحيح الشكل الغير طبيعي للأذن.

## العلاج
هناك عدة طرق لعلاج الأذن البارزة، وتشمل:
1. الجراحة: تعتبر الجراحة هي الطريقة الأكثر فعالية لعلاج الأذن البارزة. يتم في الجراحة إعادة تشكيل الغضروف في الأذن وتقريبها إلى الرأس، ويمكن تنفيذ الجراحة تحت التخدير الموضعي، وتستغرق حوالي ساعتين.
2. استخدام الأشرطة اللاصقة: يمكن استخدام الأشرطة اللاصقة الخاصة بالأذن للحد من وضوح الأذن البارزة، ولكن هذه الطريقة لا تعد بالفعالية الكافية في بعض الحالات.
3. تصحيح الأذن بالليزر: العلاج بالليزر يستخدم لتصحيح شكل الأذن البارزة بالتسخين والتشكيل الدقيق للأنسجة الرخوة في الأذن، ويستغرق عدة جلسات للحصول على نتيجة مرضية.

يجب الإشارة إلى أنه يجب على الفرد الذي يعاني من الأذن البارزة استشارة طبيب متخصص في جراحة الأذن والحنجرة لتحديد الخيار الأنسب لحالته. وعلى الرغم من أن الجراحة تعتبر الطريقة الأكثر فعالية لعلاج الأذن البارزة، فإنه يجب التأكد من المخاطر والمضاعفات المحتملة لهذه العملية قبل الشروع فيها.

### أخطار العملية
عملية الأذن البارزة آمنة عموماً، ولكن مثل أي عملية جراحية، فهي تحمل بعض المخاطر والآثار الجانبية المحتملة. ومن بين الآثار الجانبية المحتملة:
1- تورم وألم في المنطقة المعالجة، ويمكن تخفيف هذه الأعراض بتطبيق الثلج على المنطقة المصابة.
2- نزيف خفيف من المنطقة المعالجة، والذي يمكن التحكم فيه باستخدام الضغط المباشر على المنطقة.
3- التهاب في المنطقة المعالجة، ويمكن علاجها بواسطة الأدوية المضادة للالتهابات.
4- تغيير في الشكل أو المظهر الطبيعي للأذن، ويمكن أن يكون هذا الأمر مؤقتًا أو دائمًا، ولذلك من المهم الحديث مع الجراح عن النتائج المتوقعة.
5- نادراً ما تحدث مشاكل مثل العدوى أو الندوب الكبيرة، ولكن هذا الأمر يحدث بنسبة قليلة جداً.
يجب على الشخص الحديث مع الجراح حول المخاطر المحتملة والنتائج المتوقعة قبل إجراء العملية، ويجب تحديد الأسباب المحتملة للمخاطر والنتائج الجانبية وتوضيحها بوضوح للمريض

#### الخطوات التي يجب اتباعها بعد العملية
بعد إجراء عملية الأذن البارزة، يجب اتباع بعض الإرشادات والخطوات لضمان الشفاء السريع وتقليل خطر الآثار الجانبية وضمان نتائج جيدة. وتتضمن هذه الخطوات:
1- الراحة: يجب الحصول على قسط كافي من الراحة وتجنب أي نشاطات شاقة أو تحميل الأذن المعالجة بالأوزان الثقيلة لمدة 6 أسابيع على الأقل.
2- التبريد: يمكن استخدام الثلج لتقليل الانتفاخ والتورم في المنطقة المعالجة، ويجب استخدام حزم الثلج لمدة 10-15 دقيقة عدة مرات في اليوم.
3- الألم: يمكن تناول الأدوية المسكنة للألم، ولكن يجب استشارة الطبيب قبل تناول أي نوع من الأدوية.
4- العناية بالجروح: يجب تغطية المنطقة المعالجة بضمادات نظيفة وتغييرها بانتظام، كما يجب تجنب الاحتكاك القوي بالمنطقة المعالجة.
5- المراقبة: يجب مراقبة المنطقة المعالجة للتأكد من عدم حدوث أي علامات على التهاب أو عدوى، ويجب الاتصال بالطبيب إذا ظهرت أي علامات غير طبيعية.
6- المتابعة: يجب حضور المواعيد المحددة للمتابعة مع الجراح لتقييم التقدم وضمان نتائج جيدة.
يجب عدم إجراء أي نشاطات شاقة أو رفع الأشياء الثقيلة أو ممارسة الرياضة الشديدة قبل الحصول على موافقة الطبيب، ويجب الالتزام بالإرشادات المعطاة من الجراح لتحقيق أفضل النتائج.